# Poligon w Zielonce
Poligon w Zielonce – dawny poligon wojskowy, w granicach miasta Zielonki, w województwie mazowieckim, w powiecie wołomińskim. Poligon zbudowany ok. 1888 przez Rosjan. Nie są tam już prowadzone intensywne ćwiczenia, choć teren nadal jest wykorzystywany przez wojsko np. przez Wojskowy Instytut Techniczny Uzbrojenia.

## Położenie
Poligon jest obszarem zalesionym o powierzchni ok. 7000 ha, co stanowi ok. 7/8 powierzchni Zielonki. Leży we wschodniej części miasta i ciągnie się na długości ok. 20 km na wschód od centrum Zielonki, aż po Pustelnik w powiecie mińskim (gmina Stanisławów). Okalają go miejscowości: Zielonka, Ossów, Leśniakowizna, Zabraniec, Krubki-Górki, Zawiesiuchy, Choiny, Łęka, Pustelnik, Kąty Goździejewskie Pierwsze, Kąty Goździejewskie Drugie, Michałów, Zagórze, Sulejówek i Warszawa (Wesoła i Rembertów). Poligon przecina system dróg pożarowych.

## Historia
Do 1930 roku obszar ten należał do gminy Okuniew w powiecie warszawskim. 1 kwietnia 1930 poligon artyleryjski, administrowany ze Starego Rembertowa, włączono do gminy Wawer w tymże powiecie.
20 października 1933 utworzono gromadę o nazwie Poligon w granicach gminy Wawer, składającą się z samego poligonu.
1 kwietnia 1939 z gminy Wawer wyłączono gromadę Poligon, włączając ją do nowo utworzonego miasta Rembertów, oprócz 101 ha, które włączono do nowo utworzonej gminy Sulejówek. Nowa granica administracyjna przez poligon biegła odtąd następująco: od punktu położonego na 7 km 975 m na szosie Warszawa – Okuniew w kierunku północnym po prostopadłej do południowego brzegu drogi, biegnącej wzdłuż granicy pasa bezpieczeństwa, w punkcie tym załamuje się w kierunku wschodnim i biegnie południowym brzegiem tej drogi do zachodniego brzegu drogi, łączącej się z szosą Warszawa – Okuniew na 9 km 600 m, w którym ponownie załamuje się w kierunku zachodnim, biegnąc dalej północnym brzegiem szosy do punktu wyjściowego. Po przyłączeniu poligonu, Rembertów stał się jednym z największych obszarowo miast Polski.
1 lipca 1952 z gminy Sulejówek wyłączono odkrojony w 1939 roku obszar poligonu o powierzchni 101 ha (należący do gromady Wola Grzybowska) i włączono go do miasta Rembertów, po czym cały obszar poligonu powrócił pod jedną administrację.
1 kwietnia 1957 miasto Rembertów włączono do Warszawy bez terenów położonych na wschód od linii kolejowej Rembertów – Zielonka, czyli poligonu (jedynie Mokry Ług pozostawiono w Warszawie). Poligon włączono do osiedla Zielonka.
W związku z nadaniem Zielonce praw miejskich 31 grudnia 1960 poligon stał się częścią miasta, czyniąc Zielonkę obszarowo jednym z największych miast w Polsce (7948 ha). 31 grudnia 1961 południowe części obszaru poligonowego odłączono od Zielonki (i powiatu wołomińskiego) i włączono:
- do osiedla Wesoła (obszar o powierzchni 330 ha) w powiecie otwockim,
- do osiedla Sulejówek (obszar o powierzchni 270 ha) w powiecie otwockim[15].

Obszar włączony do Wesołej stanowi obecnie osiedle i obszar MSI Plac Wojska Polskiego w Warszawie, natomiast część włączona do Sulejówka to parkowy obszar ewidencyjny 0027 na północy miasta.